# NGC 2503
NGC 2503 أو إن جي سي 2503 هيَ مجرة حلزونية معزولة، تقع على بُعد 254 مليون سنة ضوئية من الأرض، وتقع ضمن كوكبة السرطان. تم اكتشاف هذه المجرة في 17 فبراير 1865 على يد الفَلكي ألبرت مارث.

## وصلات خارجية
- NGC 2503 على موقع ويكي سكاي: DSS2, SDSS, GALEX, IRAS, Hydrogen α, X-Ray, Astrophoto, Sky Map, Articles and images